# Alvin Plantinga

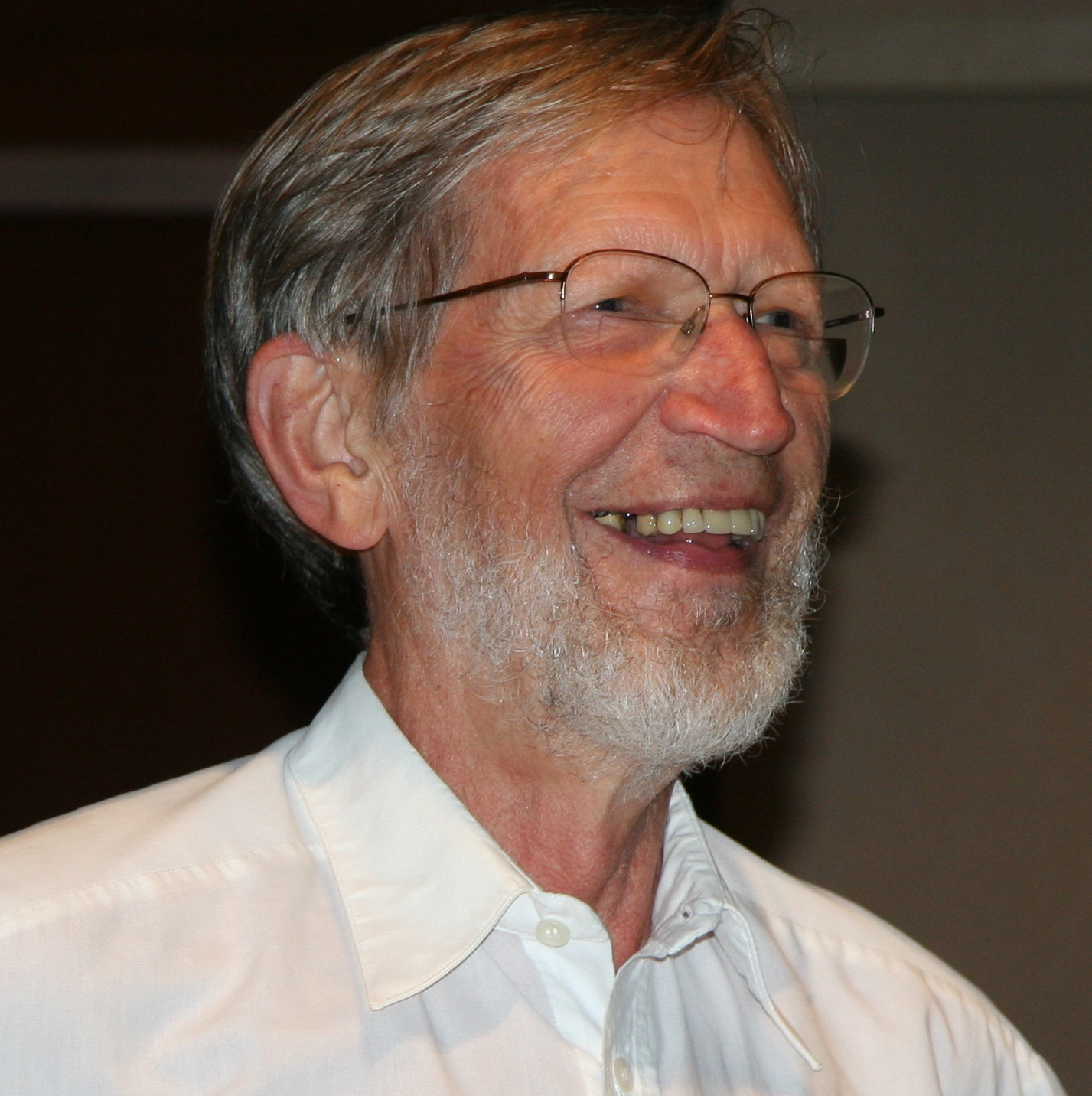
Alvin Plantinga, 2009

Alvin Carl Plantinga (* 15. November 1932 in Ann Arbor, Michigan) ist ein amerikanischer Philosoph mit Arbeitsschwerpunkten in der Modallogik, Erkenntnistheorie und Religionsphilosophie.

## Biografie
Plantinga ist ein Sohn des Philosophen Cornelius A. Plantinga und Lettie Bossenbroek, die beide aus calvinistischen Kirchen in den Niederlanden stammten. Als Kind verbrachte er oft den Sommer bei seinen Großeltern Bossenbroek, die eine Farm zwischen Waupun und Alto in Wisconsin hatten. Er begann sein Studium in Harvard, aber bereits nach einem Jahr wechselte er ans Calvin College in Grand Rapids in Michigan, um bei William Harry Jellema und Henry Stob Philosophie zu studieren. Zusätzlich belegte er Kurse in Psychologie, die sein Vater unterrichtete. 1953 verließ er das Calvin College, um an der University of Michigan weiter zu studieren. Dort lernte er viel vom Philosophen William K. Frankena. 1955 heiratete er Kathleen DeBoer, sie haben zusammen vier Kinder. Mit ihr teilte er auch die Begeisterung für die Berge und das Bergsteigen.
1958 wurde Plantinga an der Yale University zum Ph.D. promoviert, nachdem er dort Metaphysik studiert hatte. Er lehrte in dieser Zeit bereits an der Wayne State University in Detroit, danach in Harvard und an der University of Illinois. In Detroit begegnete er Hector Castañeda, George Nakhnikian und Edmund Gettier, die ihn mit tiefen antitheistischen philosophischen Argumenten konfrontierten. Von 1964 bis 1982 war er Professor am Calvin College in Grand Rapids (Michigan), 1982 bis 2010 an der University of Notre Dame bei South Bend in Indiana. Kritisiert wird Plantinga für seine Nähe zur Intelligent-Design-Bewegung.

## Ehrungen
- Bereits 1975 wurde Plantinga in die American Academy of Arts and Sciences gewählt.
- 2017 wurde ihm der mit 1,1 Millionen britischen Pfund dotierte Templeton-Preis zugesprochen.

## Philosophische Positionen

### Überblick
Plantinga hat zunächst auf dem Gebiet der (damals sehr jungen) Modallogik geforscht, seit den 1970er Jahren beschäftigt er sich zunehmend mit der Erkenntnistheorie und zum Teil auch mit der Philosophie des Geistes. Verbindendes Element aller seiner philosophischen Positionen ist aber, dass sie allesamt darauf abzielen, den Glauben an Gott als zumindest rational vertretbare Position philosophisch zu begründen.

### Modallogik
Zu Beginn seiner philosophischen Laufbahn beschäftigte sich Plantinga vor allem mit der Modallogik. Bekannt ist insbesondere sein Versuch, den ontologischen Gottesbeweis von Anselm von Canterbury umzuformulieren, sodass sich von der Möglichkeit auf die Notwendigkeit von Gottes Existenz schließen lasse. Dieses Argument macht Gebrauch vom Konzept der metaphysischen Notwendigkeit und setzt ein System möglicher Welten mit transitiven und symmetrischen Zugangsrelationen voraus (d. h. von jeder möglichen Welt aus ist jede andere mögliche Welt auch eine mögliche Welt).
Seine Variante des ontologischen Gottesbeweises bedient sich zweier Prämissen: Erstens gibt es eine mögliche Welt, in der ein Wesen (oder jedenfalls irgendetwas) mit maximaler Größe und damit maximaler Vollkommenheit existiert. Zweitens könne ein Wesen nur dann maximale Größe besitzen, wenn es in jeder möglichen Welt allmächtig, allgütig und allwissend sei. Gegeben diese Prämissen ergibt sich zwangsläufig, dass in jeder möglichen Welt – also auch in der realen (unserer) Welt – ein solches Wesen über diese Eigenschaften verfügen und damit auch existieren müsse. Dieses Wesen lässt sich nun auch als Gott bezeichnen.
Plantinga gesteht selbst ein, dass niemand gezwungen sei, die erste Prämisse zu akzeptieren; eine Reflexion des Begriffs könne dies durchaus ergeben, nur sei es eben nicht irrational, das Gegenteil zu meinen. Im Gegensatz dazu gibt es jedoch auch atheistische Argumentationen, die Plantingas Schluss als gültig anerkennen, jedoch mit dem gleichen Muster von der Falschheit der Notwendigkeit von Gottes Existenz auf die Unmöglichkeit seiner Existenz schließen. Auch die kritische Betrachtung des Arguments von John Leslie Mackie setzt bei dieser Prämisse an: Gegeben Plantingas Verständnis von Möglichkeit, sei sie nicht mit der Behauptung vereinbar, dass es eine mögliche Welt ohne ein vollkommenes Etwas gebe. Da diese Behauptung aber ebenso einsichtig und widerspruchsfrei sei und ein Schluss in beiden Fällen einen Selbstwiderspruch ergebe, dürfe rational keine der beiden Behauptungen für wahr gehalten werden.
Einflussreich ist auch Plantingas Darstellung einer Theodizee mit Hilfe des freien Willens. Demzufolge ist es logisch mit der Allmacht, Allgütigkeit und Allwissenheit Gottes vereinbar, dass es Übel in der Welt gibt. Wie Leibniz herausgearbeitet hat, muss dazu angenommen werden, dass wir in der besten aller möglichen Welten leben. Das bedeutet, dass jede Entfernung eines Übels ein noch größeres Übel nach sich ziehen würde. Der freie Wille sei nun ein Gut, von dem plausiblerweise behauptet werden könne, dass es infolge der Beseitigung vieler Übel in Mitleidenschaft gezogen werde. Auch die Existenz natürlicher Übel lasse sich zumindest möglicherweise so erklären, dass diese Folgen gefallener Engel und eine notwendige Konsequenz von deren freiem Willen sei. Mackies Kritik an dieser Verteidigungsstrategie ist, dass sie zwar die logische Möglichkeit der Existenz Gottes retten könne, die tatsächliche Existenz aber hochgradig unwahrscheinlich erscheinen lasse.

### Erkenntnistheorie
Seit Ende der 1970er Jahre entwickelte Plantinga seine „reformierte Epistemologie“. Sein Grundgedanke ist, dass der Glaube an Gott ein „proper basic belief“ sein kann. „Proper basic beliefs“ sind Überzeugungen, die nicht aus anderen Überzeugungen abgeleitet werden müssen und auch nicht aus anderen Überzeugungen abgeleitet werden können. Für Überzeugungen wie „2 × 2 = 4“, „Vor meinem Haus steht ein Baum“, „Ich hatte heute morgen Corn Flakes zum Frühstück“ kann ich keine Argumente oder Beweise bringen, dennoch können diese Überzeugungen Wissen sein. Sie sind basale Überzeugungen, die von einzelnen Modulen unseres kognitiven Vermögens in einer entsprechenden Umgebung gebildet werden. Man spricht bezüglich derartiger Positionen meist von epistemischem Fundamentalismus.
Auch der Glaube an Gott bildet sich nach Plantinga meist auf basale Weise. Beim Anblick etwa des Sternenhimmels kann sich spontan die Überzeugung bilden „Gott hat diese Welt geschaffen“. Nach Plantinga ist es genauso vernünftig, diesem Teil unseres Erkenntnisvermögens zu vertrauen, wie etwa unserer Erinnerung oder unserem logischen Denken – vorausgesetzt es gibt keine zwingenden Argumente dafür, dass eine bestimmte Überzeugung falsch ist. Da es solche zwingenden Argumente (defeater) für Plantinga in Bezug auf den Glauben an Gott und überhaupt in Bezug auf den christlichen Glauben nicht gibt, hält er diese Glaubensüberzeugungen für rational gerechtfertigt.
In jüngeren Debatten ist auch Plantingas „evolutionäres Argument gegen den Naturalismus“ viel diskutiert. Er greift darin naturalistische Positionen an, die ohne den Glauben an Gott oder eigenständige nicht-materielle Kräfte mithilfe der Evolutionstheorie kognitive Fähigkeiten erklären wollen. Dabei ergebe sich eine spezielle skeptische Herausforderung: Aus naturalistischer Perspektive müssten irgendwann im Evolutionsprozess Meinungen im Sinne von propositionalen Einstellungen mit einem bestimmten Inhalt entstehen. Diese setzen sich evolutionär durch, wenn sie zu besserem adaptiven Verhalten führen. Adaptives Verhalten sei aber auch aufgrund von falschen Meinungen möglich: nämlich dann, wenn der neurophysiologische Zustand zum gewünschten Resultat führt, der Inhalt der Meinung aber nicht als kausale Ursache des Verhaltens gesehen wird, sondern ein völlig anderer sein kann. Daher könnten Naturalisten nicht davon ausgehen, dass der Großteil ihrer Meinungen wahren Inhalt habe, sodass sich auch ihr naturwissenschaftliches Weltbild letztlich selbst widerlege. Theistische Positionen entgehen diesem skeptischen Problem, indem sie wie René Descartes darauf verweisen, dass Gott nicht betrüge und unsere Meinungen im Großen und Ganzen verlässlich sind.

## Schriften
Hauptwerke
- The Nature of Necessity. Oxford 1974.
- mit Nicholas Wolterstorff: Faith and Rationality. Notre Dame 1983.
- Warrant: the current debate. Oxford 1993.
- Warrant and proper function. Oxford 1993.
- Warranted Christian Belief. Oxford 2000.
  - Deutsche Ausgabe: Gewährleisteter christlicher Glaube. Aus dem Englischen übersetzt von Joachim Schulte. Walter de Gruyter, Berlin 2015.
- Where the Conflict Really Lies: Science, Religion, and Naturalism. Oxford 2011.

Einführende Texte (Auswahl)
- God, Freedom and Evil. Grand Rapids 1974.
- Ist der Glaube an Gott berechtigterweise basal? In: Christoph Jäger (Hrsg.): Analytische Religionsphilosophie. Schöningh, Paderborn [u. a.] 1998, ISBN 3-506-99489-1, S. 317–330.
- mit Michael Tooley: Knowledge of God. Oxford 2008.
- Gott und Notwendigkeit. In: Joachim Bromand & Guido Kreis (Hrsg.): Gottesbeweise. Von Anselm bis Gödel. Suhrkamp, Berlin 2011, ISBN 978-3-518-29546-5, S. 453–482.